# Jairo Jiménez
Jairo Jiménez (Ciudad de Panamá, Panamá, 7 de enero de 1998) es un futbolista panameño, juega de mediocampista. Actualmente milita en el San Francisco FC de la Primera División de Panamá.

## Selección
- Ha sido internacional con la Selección Sub-20 en 12 ocasiones anotando 3 goles.
- Ha sido internacional con la Selección de Panamá en 12 ocasiones anotando 1 gol.
- Ha sido internacional con la Selección Sub-22 en 4 ocasiones.

### Participaciones en selección nacional
| Copa                                 | Categoría | Sede           | Resultado        | Partidos | Goles |
| ------------------------------------ | --------- | -------------- | ---------------- | -------- | ----- |
| Campeonato Sub-20 2011               | Sub-20    | Guatemala      | Cuarto lugar     | 4        | 0     |
| Copa Mundial Sub-20 2011             | Sub-20    | Colombia       | Fase de grupos   | 1        | 0     |
| Campeonato Sub-20 2013               | Sub-20    | México         | Cuartos de final | 5        | 3     |
| X Juegos Deportivos Centroamericanos | Sub-20    | Costa Rica     | Primera Fase     | 2        | 0     |
| Copa Oro 2013                        | Mayor     | Estados Unidos | Subcampeón       | 5        | 1     |
| Juegos Panamericanos de 2015         | Sub-22    | Canadá         | Cuarto lugar     | 4        | 0     |

### Goles internacionales
| Núm. | Fecha               | Lugar                                 | Rival | Gol | Resultado | Competición                     |
| ---- | ------------------- | ------------------------------------- | ----- | --- | --------- | ------------------------------- |
| 1    | 20 de julio de 2013 | Georgia Dome, Atlanta, Estados Unidos | Cuba  | 5-1 | 6-1       | Copa de Oro de la Concacaf 2013 |

## Clubes
| Club                       | País     | Año         | PJ | Goles |
| -------------------------- | -------- | ----------- | -- | ----- |
| Chorrillo FC               | Panamá   | 2010        | 2  | 0     |
| Torrellano Illice (Cedido) | España   | 2010 - 2012 |    |       |
| Chorrillo FC               | Panamá   | 2012 - 2013 | 16 | 0     |
| Elche Ilicitano C. F.      | España   | 2013 - 2015 | 37 | 6     |
| Chorrillo FC               | Panamá   | 2016 - 2017 | 6  | 0     |
| Varzim SC                  | Portugal | 2017 - 2018 | 5  | 0     |
| Sporting San Miguelito     | Panamá   | 2018 - 2019 | 16 | 2     |
| San Francisco FC           | Panamá   | 2021        | 6  | 0     |